# Jim Delahanty
James Christopher „Jim“ Delahanty (* 20. Juni 1879 in Cleveland, Ohio; † 17. Oktober 1953 ebenda) war ein US-amerikanischer Baseballspieler in der Major League Baseball (MLB) auf der Position des Second Basemans. Von 1901 bis 1915 bestritt er 1.186 Spiele für acht verschiedene MLB- und Federal-League-Teams. Mit den Detroit Tigers nahm er 1909 an der World Series teil.
Seine Brüder Ed, Frank, Joe und Tom spielten ebenfalls in der MLB.

## Biografie
Delahanty wurde als Sohn der irischen Einwanderer James (1842–1919) und Bridget Delahanty (1849–1926, geborene Croke) geboren. 1898 begann seine Karriere bei den Montgomery Senators in der Minor League, wechselte Ende Mai desselben Jahres aber zu den Allentown Peanuts, bei denen er an der Seite seiner Brüder Joe und Tom spielte. Sein Debüt in der MLB gab er am 19. April 1901 im Trikot der Chicago Orphans für die er, bedingt durch eine Knieverletzung, nur 17 Spiele machen konnte. Nach der Saison spielte er bei den New York Giants und lief sieben Mal für die New Yorker auf, bevor er im selben Jahr wieder in die Minor League wechselte und bis 1904 bei den Little Rock Travelers spielte. Seine erste komplette Saison in der MLB bestritt er 1904 im Trikot der Boston Beaneaters. 1904 und 1905 machte er insgesamt 267 Spiele für die Beaneaters. In den beiden Spielzeiten schlug er eine Batting Average von ,272, 261 Hits und 115 Run Batted In (RBI). Nach einigen Abstechern bei den Cincinnati Reds (1906), den St. Louis Browns (1907), den Washington Senators (1907–1909) landete Delahanty zum Ende der Saison 1909 bei den Detroit Tigers, für die er in der World Series 1909 gegen die Pittsburgh Pirates auflief. Die Tigers konnten sich jedoch nicht durchsetzen und verloren die World Series mit 3–4 Spielen. Das war das einzige Mal, dass Delahanty an der World Series teilnahm. 1911 war für ihn mit einer Batting Average von ,339 und 94 RBIs das offensivstärkste Jahr in seiner MLB-Laufbahn. 1912 wechselte Delahanty in die Minor League zurück und spielte mit seinem Bruder Frank für zwei Jahre bei den Minneapolis Millers, einer Mannschaft der Double-A. Mit den Millers gewannen er und sein Bruder 1912 die Meisterschaft. Die letzten zwei Jahre seiner Profilaufbahn spielte er für die Brooklyn Tip-Tops in der Federal League.
Nach seiner aktiven Karriere arbeitete Delahanty beim Straßenbauamt von Cleveland.  Er verstarb nach langwieriger Krankheit am 17. Oktober 1951 und hinterließ seine Frau und eine Tochter.